# Kurier in den Bergen
Kurier in den Bergen (Originaltitel: Trzecia Granica, dt.: Die dritte Grenze) ist eine polnische Fernsehserie, in deren Mittelpunkt die Erlebnisse des Ski-Sportlers und Bergführers Andrzej Bukowian stehen.

## Inhalt
Nach dem Beginn des Zweiten Weltkrieges verschlägt es den Goralen Andrzej Bukowian aus Zakopane, ehemaliger Abfahrtsläufer, Olympiateilnehmer und Bergführer bei der Bergwacht, als Soldat der Polnischen Armee nach Ungarn. Tausende seiner Kameraden werden dort interniert. Andrzej allerdings beschließt, in seine Heimat zurückzukehren.
Gemeinsam mit Antek Wichniewicz begibt er sich auf einen abenteuerlichen Weg durch die Berge der Tatra. Zurück in seiner Heimat schließt er sich dem Widerstand an und übernimmt Kurieraufträge in den Bergen.

## Folgenübersicht
1. Der Goralenweg
2. In der Nähe des Himmels
3. Verwischte Spuren
4. In der Falle
5. Die Unbekannte aus der „Bolero“-Bar
6. Der Verdacht
7. Falsche Fährte
8. Die Abrechnung

## Hintergrund
Die Serie wurde 1975 vom polnischen Filmstudio „Illusion“ für das Polnische und das Ungarische Fernsehen produziert. Literarische Vorlage war der gleichnamige Roman von Adam Bahdaj, der für die Serie auch das Drehbuch schrieb.
Regie führten Wojciech Solarz (Folgen 1, 2, 6, 7 und 8) und Lech Lorentowicz (Folgen 3, 4 und 5), Kameramann war Sándor Kocsis.
Das DEFA Studio für Synchronisation in Berlin-Johannisthal stellte die deutsche Synchronfassung für das Fernsehen der DDR her. Die Dialogbücher stammten von Klaus Marschke und Eberhard Richter, Dialogregie führten Dagmar Nawroth und Arno Wolf.
Die deutschsprachige Erstausstrahlung der Serie erfolgte ab dem 16. November 1979 jeweils freitags um 17.45 Uhr im 1. Programm des DDR-Fernsehens.

## Besetzung
| Rolle             | Darsteller         | Synchronsprecher |
| Andrzej Bukowian  | Andrzej Wasilewicz | Tim Hoffmann     |
| Antek Wichniewicz | Borys Marynowski   | Alfred Struwe    |
| Major Smyga       | Marek Walczewski   | Hans Teuscher    |